# آناتولی کیروف
آناتولی کیروف (روسی: Анатолий Николаевич Киров؛ زادهٔ ۷ ژوئیه ۱۹۳۶) کشتی‌گیر کشتی فرنگی اهل روسیه است.